# Wasilij Carr
Wasilij Aleksiejewicz Carr (Karr), ros. Василий Алексеевич Кар (ur. 1730, zm. 25 lutego 1806 w Moskwie) – generał major wojsk rosyjskich od 1771 roku.
Pułkownik od 1763 roku, brygadier od 1770. Dowodził oddziałem wojsk rosyjskich osłaniającym konfederację radomską w 1767 roku.  W 1771 w rosyjskim korpusie ekspedycyjnym walczył z konfederatami barskimi. Jako dowódca ekspedycji karnej wziął udział w tłumieniu powstania Pugaczowa. 
W 1768 odznaczony Orderem Świętego Stanisława. W tym samym roku uzyskał polski indygenat.